# MiniGrail
De Mini Gravitational Radiation Antenna In Leiden (MiniGRAIL) was de gravitatiegolftelescoop van de Universiteit van Leiden. De MiniGRAIL bestond uit een bol van CuAl6% (koper met 6 gewichtsprocent aluminium) met een diameter van 68 centimeter en een massa van 1400 kilogram. Als een zwaartekrachtgolf de antenne passeerde, zou deze golf een zeer kleine fractie van zijn energie aan de bol overbrengen.
De resonantiefrequentie van de bol was 2,9 kHz en de bandbreedte zou ongeveer 230 Hz zijn. Gravitatiegolven met een frequentie van 2,9 kHz, zouden dus de resonantiemodes van de bol exciteren, waardoor de bol in trilling werd gebracht. De uitwijking van deze trillingen was echter zeer klein (in de orde van 10−20 meter). Uitermate gevoelige detectoren waren nodig om deze kleine bewegingen te kunnen meten. In de MiniGRAIL werd er gebruikgemaakt van zogenaamde SQUID-detectoren. Om achtergrondruis zo veel mogelijk te onderdrukken werd de hele opstelling afgeveerd en wordt de bol afgekoeld tot ongeveer 20 millikelvin.
Volgens de berekeningen zou de MiniGRAIL een gevoeligheid moeten kunnen bereiken om een uitwijking van 2×10−21 meter te kunnen meten. Sterrenkundigen voorspelden dat met de te verwachten gevoeligheid het mogelijk moet zijn om de signalen te kunnen meten van asymmetrische instabiliteiten in roterende enkelvoudige en dubbele neutronensterren en om botsingen van zwarte gaten en neutronensterren te zien.
In januari 2005 werd de zevende testrun afgerond en werden de gegevens geanalyseerd. De voorgaande tests hadden laten zien dat de gevoeligheid op dat moment ongeveer 1×10−20 meter was.
Het project werd spoedig daarna beëindigd. MiniGrail kan worden bezichtigd in het Museum Boerhaave.